# ¿Quién quiere ser millonario?
¿Quién quiere ser millonario? (en inglés, Who Wants to Be a Millionaire?) es un concurso de televisión basado en el formato de preguntas y respuestas, que ofrece grandes premios monetarios por responder correctamente a una serie de preguntas de opción múltiple con dificultad creciente. El formato del programa es licenciado por Sony Pictures Television International. El premio mayor en la versión original para Reino Unido es un millón de libras esterlinas. La mayoría de versiones internacionales ofrecen un premio mayor de un millón de unidades de la moneda local. El valor real del premio varía ampliamente, dependiendo del valor de la moneda.
El programa se originó en el Reino Unido en 1998, en donde era presentado por Chris Tarrant. Se basa en un formato ideado por David Briggs, Steven Knight, y Mike Whitehill, quienes crearon una serie de juegos promocionales para un programa matinal presentado por Tarrant. El título original para el programa inicialmente era Cash Mountain (Montaña de dinero). El programa toma su título actual de una canción con el mismo título, compuesta por Cole Porter.
Cuando se emitió por primera vez en el Reino Unido el 4 de septiembre de 1998, el programa fue un sorprendente giro en el género de concursos. Solo un participante juega a la vez (similar a algunos concursos de radio) y el énfasis está en el suspenso y no en la velocidad. En la mayoría de versiones no hay un tiempo determinado para contestar las preguntas, y los concursantes reciben las preguntas antes de decidir si intentar una respuesta.
En 2000, un juego de tablero basado en la exitosa serie de televisión del mismo nombre fue lanzado por Pressman Toy Corporation. En marzo de 2006, el productor original, Celador, anunció que estaba tratando de vender los derechos de emisión del programa en todo el mundo, junto con la colección de episodios británicos, en la primera fase de una venta de las divisiones de formato y producción de la empresa. Como resultado de esto, la compañía neerlandesa 2waytraffic adquirió los derechos del formato del programa y el resto de la colección de programas de Celador. Dos años después, Sony Pictures Entertainment compró 2waytraffic por 137,5 M₤.
¿Quién quiere ser millonario? es la franquicia de televisión con la mayor proyección internacional de todos los tiempos, después de haber sido transmitido el formato en más de cien países en todo el mundo. Las versiones extranjeras más notables son en Estados Unidos, Australia, Chile, Venezuela e India.
El primer concursante en llevarse el premio máximo fue John Carpenter, quien ganó un millón de dólares en la versión estadounidense. En la misma versión, siete años más tarde, un estudiante se convirtió en el concursante más famoso en responder incorrectamente a la primera pregunta.
El 22 de octubre de 2013, Chris Tarrant anunció que dejaría el programa, por lo cual ITV, decidió emitir el último capítulo llamado Chris' Final Answer (respuesta final de Chris) el 11 de febrero de 2014, dando fin a quince años de programa.
Cuatro años después de que la serie original terminara, ITV anunció que la serie sería revivida, esta vez producida por Stellify Media, para conmemorar el vigésimo aniversario del programa. El formato revivido se basó en el diseño original. Fue presentado por Jeremy Clarkson, filmado en los estudios dock10 y transmitido todas las noches entre el 6 de mayo y el 11 de mayo de 2018. El 14 de septiembre de 2018, ITV confirmó que Millionaire regresaría para una nueva serie a principios de 2019 que consta de diez episodios. Clarkson volverá como anfitrión.[actualizar]

## Historia
El programa se originó en el Reino Unido. Se basa en un formato ideado por David Briggs, quien, junto con Steven Knight y Mike Whitehill, ideó una serie de los juegos de promoción para el programa matinal Chris Tarrant's breakfast en Capital FM radio. El título del trabajo original para el espectáculo era Cash Mountain (Montaña de dinero). Se emitió por primera vez en el Reino Unido el 4 de septiembre de 1998.
El juego tiene similitudes con el espectáculo estadounidense de la década de 1950 The $64,000 Question (La pregunta de 64 000 dólares). En ese programa, el dinero ganado se duplicaba también con cada pregunta y si la respuesta era equivocada, todo el dinero que se le había dado se perdía. Los concursantes ganaban un coche nuevo como premio de consolación si se había llegado a la pregunta de los USD 8 000. En 1999-2000 Millionaire fue el primer concurso en horario estelar desde The $64 000 Question en terminar primero en las clasificaciones Nielsen de los Estados Unidos.
Desde 1990 en adelante, el productor ejecutivo de ¿Quién quiere ser millonario?, Michael Davies, trató de revivir el programa como The $640 000 Question para la cadena ABC, antes de abandonar ese esfuerzo en favor del éxito británico.
El título actual de ¿Quién quiere ser millonario?, deriva de una canción con el mismo título, compuesta por Cole Porter.

### Disputas por reclamaciones de creación
Desde que el programa su puso en marcha, varias personas han reclamado que ellos originaron el formato y que Celador había violado sus derechos de autor.
Patrocinado por el Daily Mail, Mike Bull, un periodista de Southampton, llevó a Celador a la Corte Suprema del Reino Unido en marzo de 2002, reclamando la autoría de las líneas generales. Celador resolvió fuera de la corte con una cláusula de confidencialidad.
En 2003, el residente en Sídney, John J. Leonard también reclamó que había originado un formato sustancialmente similar a ¿Quién quiere ser millonario? (aunque no tenía líneas generales). Hasta ahora ha sido incapaz de conseguir el mínimo de £250 000 que los no residentes en el Reino Unido necesitan para financiar la acción legal en contra de Celador en la Corte Suprema. En un esfuerzo para financiar su caso, publicó un libro llamado Millionaire!!, un relato detallado de cómo se creó el espectáculo.
En 2004 Alan Melville y John Baccini, cuyo verdadero nombre es John Bachini, demandó a Celador con un reclamo similar. En esa ocasión, Celador llegó a acuerdos independientes extrajudiciales con ambos hombres.

## Formato
En la versión estadounidense, esta ronda se llama Fastest Finger First, y fue eliminado cuando el programa se trasladó a la distribución sindicado en 2002, debido a los límites de longitud episodio, sin embargo, devuelve cada vez que el programa vuelve a la hora de máxima audiencia. Concursantes de Estados Unidos estaban obligados a pasar más adelante un programa de juegos más convencional de calificación de pruebas en las audiciones concursante.
Una vez en el centro, el concursante se le pide contestar preguntas cada vez más difíciles de conocimiento general las preguntas por el anfitrión. Las preguntas son de opción múltiple: cuatro posibles respuestas se dan (A, B, C o D), y el concursante debe elegir la correcta. En respuesta a la primera pregunta correctamente, el concursante gana £100 (en el Reino Unido). En muchas versiones no hay límite de tiempo para responder a una pregunta, un competidor puede (y a menudo lo hace) tomar el tiempo que necesita para reflexionar sobre una respuesta. Después de las primeras preguntas, el anfitrión le preguntará al concursante si esa es su respuesta final. Al hacer la respuesta de la respuesta final, no se puede cambiar. Las cinco primeras preguntas suelen omitir esta norma, a menos que el concursante haya imaginado una respuesta equivocada (y en ese momento, el anfitrión espera que el participante se llevará a la pista), porque las preguntas son por lo general tan fácil que para exigir una respuesta definitiva considerablemente ralentizar el juego, por lo que hay cinco posibilidades de que el concursante a salir con nada, si él o ella tuviera que dar una respuesta equivocada antes de obtener la cantidad garantizada en primer lugar; va con mil después de ganar quinientos es el último punto en el juego en el que un competidor que todavía puede dejar sin nada.
Preguntas posteriores se jugó por sumas cada vez más grandes (más o menos duplicar en cada vuelta). Las primeras preguntas suelen tener algunas respuestas broma. La secuencia completa de premios para la versión del Reino Unido (1998-2007) del programa es como sigue:
- £100
- £200
- £300
- £500
- £1000
- £2000
- £4000
- £8000
- £16 000
- £32 000
- £64 000
- £125 000
- £250 000
- £500 000
- £1 000 000

Si el concursante contesta a una pregunta incorrecta, entonces todo el dinero ganado hasta el momento se ha perdido, salvo que se haya contestado a la de £1000 o £32 000, premios garantizados: si un jugador consigue una pregunta equivocada por encima de estos niveles, entonces el premio se reduce a la premio garantizado anterior. Contestar erróneamente a la £2000 y £64 000 no reduce el dinero del premio. Los premios no son acumulativos, respondiendo a la pregunta da £500 £500 al concursante, no el anterior, más £300 £500 (es decir, £800).
El juego termina cuando el concursante contesta a una pregunta incorrecta, decide no responder a una pregunta, o responde a todas las preguntas correctamente, por lo general, dejando que el anfitrión rasgar el cheque por £500 000, y además ganar el primer premio de 1 M£.

### Nuevos formatos y variaciones
Varias versiones internacionales del programa han cambiado o modificado recientemente su versión de ¿Quién quiere ser millonario?. Tenga en cuenta que con la excepción del formato de Hot Seat, todas las variantes de formato con nombre no están oficialmente nombrados así, y solo el nombre del cambio significativo (12 formato de preguntas solo tiene doce preguntas en un juego por ejemplo) para referencia y comparación razones.
Por orden cronológico:

#### Formato de once preguntas
Desde el 18 de abril de 1999 hasta el verano de 2000, la versión australiana contenía once preguntas y el mínimo monto era de AUD 1 000. Los cuales se le garantizaban al participante, pasara lo que pasara después. La escalera de premios era la siguiente:
- AUD 1 000
- AUD 2 000
- AUD 4 000
- AUD 8 000
- AUD 16 000
- AUD 32 000
- AUD 64 000
- AUD 125 000
- AUD 250 000
- AUD 500 000
- AUD 1 000 000

#### Eliminación deLa mente más rápida
En 2002, cuando debutó la versión del concurso de EE. UU., se eliminó la ronda preliminar del dedo más rápido (la mente más rápida, en Latinoamérica o simplemente prueba de selección en España) para programas de duración reducida (treinta minutos, en contraste con los sesenta de la versión emitida en Primetime). Así, los concursantes llegaban a la silla central cuando quienes les precedían terminaban el juego. Los concursantes debían pasar una prueba de calificación más convencional en los cástines. Sin embargo, cuando se revivió la versión estadounidense en horario estelar del concurso para los especiales, se restauró la ronda del dedo más rápido; esto se hizo en 2004 para la serie Who Wants to Be a Super Millionaire (¿Quién quiere ser un supermillonario?, en idioma español) que elevó el premio mayor a USD 10 000 000, así como en agosto de 2009 para un especial de once noches que celebraba el décimo aniversario de la versión de EE. UU.
Después de que la versión de EE. UU. eliminó esta ronda, los productores de otras versiones siguieron el ejemplo. Las versiones australiana, neozelandesa e italiana eliminaron estas rondas en 2007; la versión húngara lo hizo en el 2009; la versión británica en el 2010; las versiones búlgara, armenia, filipina y turca lo hicieron en 2011, y las versiones colombiana y costarricense en 2013. Además, esta ronda se elimina en algunas versiones para eventos especiales en donde las celebridades juegan para instituciones de caridad, como en las versiones británica, búlgara, danesa, neerlandesa, francesa, filipina, polaca y rusa.

#### Formato de doce preguntas
El 13 de agosto de 2007, se anunció que el Reino Unido estaba cambiando su formato, reduciendo el número de preguntas que se necesita para alcanzar el premio mayor de £1 000 000. El dinero del premio comenzó a las £500 en lugar de £100 y solo hay doce preguntas para reemplazar a la antigua 15. Después de llegar a 1000 libras, el fondo de premios se incrementa a £2000, £5000, £10 000, £20 000 y £50 000, que es el refugio seguro en segundo lugar, con anterioridad £32 000.
- £500
- £1000
- £2000
- £5000
- £10 000
- £20 000
- £50 000
- £75 000
- £150 000
- £250 000
- £500 000
- £1 000 000

El primer grupo de concursantes para hacer frente a las nuevas reglas eran los comediantes Jon Culshaw y John Thomson en un especial de caridad, emitido en ITV el 18 de agosto de 2007. El show regresó el sábado 13 de junio de 2009 por ITV1 a las 7:30 p. m. con un nuevo episodio después de una larga ausencia desde el 31 de enero de 2009. En ese momento, la versión británica del show había sufrido la «sequía» más larga de ganadores, no tener un ganador del premio más popular desde Ingram Wilcox en 2006. Esta «sequía» continúa hasta hoy.
El formato de doce preguntas se introdujo en una serie de otros países, como en la Liga Árabe (enero de 2010), Bulgaria (enero de 2008), Francia (abril de 2009), Polonia (enero de 2008), España (mayo de 2009), los Países Bajos (marzo de 2011), y Turquía (agosto de 2011).
Mohammad Hamzeh se convirtió en el primer concursante en ganar el primer premio con este formato el 23 de marzo de 2010 en la versión árabe. Cinco días después, Krzysztof Wójcik también ganó el primer premio en la versión polaca, convirtiéndose en el primer polaco ganador del primer premio después de un período de 10 años de espera.

#### Formato de dieciséis preguntas
En 2007, antes de que se adoptó el formato de la competencia de Hot Seat, la versión australiana modificó ligeramente el formato normal para agregar una pregunta adicional, por AUD 5 000 000. La versión tailandesa también se utiliza este formato antes de cambiar al formato de doce preguntas.

#### Formato riesgo
En 2007, a la versión alemana se le modificó su formato, dando al concursante la opción de tener un comodín más antes de que comenzara el juego. Sin embargo, si el concursante elige jugar esta variante con el cuarto comodín disponible para su uso, la suma garantizada de la décima pregunta se pierde. Esto significa que si el concursante no responde correctamente a ninguna de las preguntas de la 11 a la 15, la ganancia obtenida es la de responder a la pregunta 5 correctamente. Si el concursante solo elige el juego el modo normal o tradicional, mantienen el «piso» o límite de la pregunta 10, se dan solo tres comodines.
En Alemania, la cuerda de salvamento cuarto dado si va a jugar el modo de riesgo se cambia por "Pida a alguien del público". Los tres ganadores de Alemania más recientes de los premios, Oliver Pocher, Thomas Gottschalk y Barbara Schöneberger, usaron el modo de riesgo para ganar el millón, todos en las ediciones de caridad de la celebridad.
Este formato también se introdujo en Austria (septiembre de 2007), Hungría (enero-febrero de 2008), Polonia (marzo de 2010), Rusia (septiembre de 2010), Suiza (noviembre de 2011) y Venezuela (mayo de 2011-noviembre de 2011). La versión polaca también implementa el formato de doce preguntas para ambos modos y a los concursantes se les da el "Cambio de pregunta" como cuarto comodín. El formato de Rusia ofrece el llamado Double Dip, como cuarto comodín, y los concursantes se les da la posibilidad de usarlo a cualquier nivel antes de comenzar el juego. El "cambio de etapa" no está disponible si el concursante elige el formato normal.

#### Formato del reloj
En 2008, la versión estadounidense cambió su formato, lo que limita los concursantes para contestar las preguntas en un plazo de quince segundos cada uno para las preguntas 1-5, treinta segundos para las preguntas 6-10, y cuarenta y cinco segundos para las preguntas 11-14. Después de cada una de las catorce preguntas han sido contestadas correctamente, el tiempo que queda después de dar una respuesta es acumular para la última pregunta. El reloj se pone en marcha cuando el presentador termina de leer la pregunta, las opciones aparecen al mismo tiempo y el concursante no tiene la obligación de esperar a que el presentador termine de leerlas. Si un concursante agota el límite de tiempo se ve obligado a irse con cualquier premio en dinero que había ganado hasta ese momento. Sin embargo, la única excepción a esta regla es si se ha usado "Double Dip", si el reloj expiró antes de una respuesta final segunda se le dio, las ganancias de los concursantes se redujeron al nivel de un refugio seguro anterior.
Además del reloj, los participantes vieron la categoría de sus preguntas antes de empezar a jugar y a veces antes de la pregunta en medio del juego, y el 50:50 fue reemplazado por el "Double Dip" y Pregunte al Experto. Más tarde, los cambios incluyen un ajuste en el árbol del dinero y la eliminación de teléfono de un amigo.
Durante un período en noviembre de 2009, el programa también tuvo un evento único llamado Who Wants to be a Millionaire? The million dollar tournament of 10, emitido por falta de ganadores (la última en 2003). El ganador del torneo fue Sam Murray, quien se convirtió en la primera persona en ganar el premio máximo de USD 1 000 000 con el formato de reloj. La versión de EE. UU. terminó el uso de este formato en 2010, al cambiar al formato de reproducción aleatoria.
La versión japonesa, adoptó este formato a partir del 15 de septiembre de 2009; aunque con los tres comodines clásicos, un límite de tiempo de cada uno de treinta segundos para las preguntas 1-9, un minuto para las preguntas 10-12, y tres minutos para las preguntas 13-15, y el tiempo no utilizado no se recupera.
La versión del Reino Unido también adoptó este formato, el 3 de agosto de 2010, aunque con el árbol de la pregunta 12 el dinero y que las últimas cinco preguntas no tienen un límite de tiempo, y el uso de las líneas de vida originales. Sin embargo, durante las primeras siete preguntas, si el concursante se queda sin tiempo en una pregunta, sus ganancias caen de nuevo hasta el la última suma garantizada. Pero siempre puede plantarse.
La versión india (Kaun Benega Crorepati) también adoptó este formato a su regreso el 11 de octubre de 2010. Nuevo formato de la India será similar a la versión del Reino Unido, a pesar de tener un árbol con trece preguntas, las líneas de vida mismas usadas originalmente en la versión en formato de EE. UU. reloj. treinta segundos plazo para las preguntas 1-2, y cuarenta y cinco segundos para las preguntas 3-7.
Normas similares de reloj y los plazos de tiempo también existen en la versión taidanlesa, en los videojuegos basados en este programa de juegos, así como el formato Hot Seat (ver más abajo). El primer ¿Quién quiere ser millonario? australiano no tenía límite de tiempo real, sin embargo, en 2007, un reloj de tiro de sesenta segundos que entró en vigor si el jugador tomó demasiado tiempo para responder a una pregunta (para evitar la posibilidad de engañar a una pregunta). Si el tiempo transcurrido, el concursante se vio obligado a irse con el dinero ganado hasta ese momento.

#### Formato de alta tensión
En 2008, la versión noruega estrenó un nuevo formato, fundamentalmente la participación de seis concursantes juegan a la vez, con cada uno tomando turnos para subir el árbol de dinero. Los comodines habituales se han suprimido y sustituido con un solo «paso», haciendo que el jugador siguiente se vea obligado a responder. También se ha añadido un límite de tiempo en cada pregunta, con quince segundos asignados para las primeras cinco preguntas, treinta para las cinco medias, y cuarenta y cinco para los últimas cinco. No se puede plantarse, lo que hace que algunas cifras no se puedan ganar. Si un jugador no puede dar una respuesta en el plazo, se considera un pase automático. Si esta cuestión no puede ser transmitido o si responde incorrectamente, que el jugador es eliminado y el valor más alto en el árbol del dinero baja un escalón.
El juego termina cuando todos los participantes son eliminados, o cuando la pregunta por el valor más alto en el árbol del dinero es contestada. Si esta última pregunta se responde correctamente, el jugador recibe respuesta a la cantidad de dinero. Si se responde incorrectamente, o todos los participantes son eliminados antes de la pregunta final se alcanza, el último jugador en ser eliminado ni recibe nada, o un premio menor si el hito de la quinta cuestión que se alcanza.
Este formato se utiliza en Italia a partir de 15 de diciembre de 2008 hasta 18 de marzo de 2009, y ha sido adoptado por la versión australiana a partir de abril de 2009, Dinamarca, Hungría, Portugal. En 2010, Vietnam. En 2011, Chile y Ucrania. En 2012, España y Ecuador.

#### Formato de reproducción aleatoria
A partir de 2010, Estados Unidos puso fin a su uso del formato de reloj y se revisó la normativa a este nuevo formato. El árbol del dinero se redujo a catorce preguntas. Durante las primeras diez preguntas, los valores de los árboles de dinero son mezcladas aleatoriamente y los valores exactos de cada pregunta no se revelan al competidor hasta que acierte o salte la pregunta. Si el concursante contesta correctamente, el valor de la pregunta se añade al banco del concursante. Si un concursante no sabe la respuesta, esa persona se vaya con la mitad del banco durante las primeras diez preguntas. Sin embargo, si un concursante responde a una pregunta de forma incorrecta antes de la undécima pregunta (incluso si es la primera pregunta), se va con USD 1000. Una vez que el concursante contesta las diez preguntas correctamente, el participante recibirá el dinero acumulado de todas las preguntas que respondieron correctamente (máximo USD 68 600) y el producto concursante a través del árbol de dinero como en formatos anteriores. Los concursantes solo se garantizan USD 25 000 en la versión de EE. UU. si alguna de las últimas cuatro preguntas son contestadas incorrectamente.
Todos los comodines, con la excepción del público, se han eliminado y reemplazados con dos saltos de pregunta. Los concursante podrán usar dicho comodín en las primeras trece preguntas.
El plató ha cambiado, más en particular que el asiento caliente se retira de la etapa. El concursante y el anfitrión están de pie y, posiblemente, pueden caminar alrededor de todo el episodio. Los monitores tradicionales frente a los concursantes y el presentador/a también se han sustituido por monitores en todo el conjunto

#### Nuevo formato de alta tensión
Introducido en 2017 en Australia. Antes de empezar a jugar, los seis concursantes contestan a unas preguntas con el método «la mente más rápida». Al mejor se le entrega un cheque por un valor de AUD 1000, que puede usar para pedir un comodín adicional (entre el 50:50, cambiar la pregunta o el +1).
Para ello, el concursante que haya ganado el cheque debe preguntar por usar un comodín al presentador, se para el tiempo y entrega el cheque al presentador. En caso de usar el 50:50, se eliminan dos opciones y se reanudará el tiempo. Si se cambia la pregunta el presentador la leerá una nueva con las mismas reglas que la anterior. Si se utiliza el +1, el acompañante baja al centro del estudio, se le lee la pregunta y las opciones y se debe tomar una decisión con el tiempo restablecido.
También existe una cuarta opción, no utilizar el cheque. En ese caso, el concursante se irá con el dinero si es eliminando o se sumará al dinero que gane si acierta o falla la última pregunta sin importar el valor que tenga esta.

#### Segundo seguro a elección del concursante
No es un formato como tal. El único cambio respeto a la mecánica tradicional es que el segundo seguro, el más alto, se pone al nivel que elige el concursante.
- Esta característica está presente en algunos países como en el Reino Unido (2018-), Italia (2018-), España (2020-), Azerbaiyán (2021-), Bulgaria (2021-), Brasil (2022-), Sudáfrica (2023-).
  - En España, el segundo seguro se decide justo después de alcanzar el primero, mientras que en los otros países previamente mencionados, el presentador suele preguntar al concursante antes de cada pregunta si desea ponerla como su seguro.

## Comodines
Si en algún momento el concursante no está seguro de la respuesta a una pregunta, él o ella puede usar una o más líneas de vida. Después de usar líneas de vida, los concursantes pueden responder a la pregunta, use otra tabla de salvación, o de pie y guardar el dinero (a excepción de la línea de vida Double Dip). Cada línea de vida solo se puede utilizar una vez (excepto para el salto de la cuerda de salvamento de preguntas).

### Comodines originales
Son los comodines originales del juego.
- Cincuenta por ciento (50:50): Se eliminan dos de las opciones incorrectas, dejando al concursante con una elección entre la respuesta correcta y una incorrecta. 
  - En algunas versiones las dos opciones eliminadas están predeterminadas, en otras se eliminan de forma aleatoria.

- Comodín del público: El concursante pide al público en plató que contesten cuál creen que es la opción correcta. Los resultados se muestran inmediatamente en la pantalla del concursante. Se trata de un comodín muy popular, conocido por su alto porcentaje de acierto.
  - Entre el 2004 y el 2006, en versión sindicalizada de EE. UU., la pregunta fue hecha también a través de AOL Instant Messenger a los que se habían inscrito para responder a las preguntas de este comodín. Los resultados del público en plató y AOL se muestran por separado. Además, la versión noruega utiliza el Pídale a la Nación, algo similar.
  - A pesar de la tasa de éxito del 95 %, a veces una mayoría de la audiencia en el estudio adivinar incorrectamente. En 2010, una cuestión relativa a la única vez que la Cámara de los Comunes del Reino Unido se les permite consumir alcohol en la cámara como resultado un asombroso 81 % de la audiencia adivinando la apertura del Estado sobre la respuesta correcta, que es el discurso sobre el presupuesto.

- Comodín de la llamada: En el comodín de la llamada, los concursantes podrán llamar a uno de hasta cinco (en algunos países, tres)  amigos preestablecidos. En la gran mayoría de versiones se le da al concursante treinta segundos para tener una respuesta contando desde que empieza a formular la pregunta.
  - En la versión del reloj de EE. UU., el concursante proporcionaba el número de tres de sus amigos y sus imágenes.
  - En los países donde se emite el show en directo, a los amigos se les avisa cuando su concursante llega a la «silla caliente», y se les dice para mantener el teléfono disponible, además de esperar tres tonos antes de contestar. La conversación se limita de treinta a sesenta segundos (dependiendo de la versión de la serie lo es), en el que el concursante debe decir al amigo de la pregunta y las opciones y el amigo debe contestar.

Debido a la pandemia de COVID-19, muchos países se vieron obligados a retirar o a reducir el aforo del público en el plató. En los países en los que se ha eliminado (como el Reino Unido o Rusia), se ha reemplazado por algún otro (en el Reino Unido lo reemplazaron por un segundo comodín de la llamada, con la condición de no llamar a la misma persona que la primera vez). En otros países el número de personas presentes en el público se ha reducido sustancialmente mientras que algunos países (Polonia, por ejemplo) suspendieron la emisión el programa como medida preventiva durante un tiempo.

### Comodines añadidos
Son comodines que se han añadido con el paso de los años. Ordenados por orden cronológico.
- Pregunta al Presentador (Ask The Host): Introducido en Tailandia en 2003. El concursante puede pedir ayuda al presentador. Mientras se utiliza el comodín no se pueden utilizar ningún otro, pero si antes o después de usarlo, incluso en la misma pregunta.
  - Este comodín se utiliza en Itala (2018-), Francia (2019-), Reino Unido (2018-) y en Tailandia (2003-2006)
- Tres Reyes Magos (Three Wise Men): Añadido en Who Wants to be a Super Millonaire? en febrero de 2004. Disponible desde la undécima pregunta. El concursante pide un grupo elegido por el patrocinador que responden lo que creen que es correcto. El panel, compuesto por tres personas, uno de ellos ganador del premio máximo de la serie y al menos una mujer; tienen treinta segundos para seleccionar una respuesta, pero no es necesario llegar a un consenso.
  - Esta línea de vida también se utiliza en la versión rusa, cuando los 100 000 rublos no es una suma garantizada. Esta línea de vida también se utiliza en la versión suiza del espectáculo cuando el CHF 15 000 no es una suma garantizada. Los Reyes Magos reemplaza a la pregunta a la audiencia en la versión suiza.

- Segunda Oportunidad (Double Dip): Añadido en Who Wants to be a Super Millonaire? en febrero de 2004. Disponible desde la undécima pregunta. El concursante puede dar dos respuestas para una pregunta. Sin embargo, una vez que un concursante opta por utilizar la Segunda Oportunidad, el competidor no puede plantarse de la cuestión, ni utilizar ningún comodín adicional. El concursante debe indicar y confirmar que él o ella tiene la intención de utilizar esta línea de vida antes de dar una primera respuesta. Si la primera respuesta es incorrecta, el participante da otra respuesta, pero si la segunda respuesta es incorrecta o si se agote el tiempo (en el caso del formato del reloj),cuenta como fallo. Si la primera respuesta es correcta, el comodín se considera que ha sido utilizado.
  - En las versiones que tanto 50:50 y la Segunda Oportunidad están disponibles, si un competidor utiliza esta cuerda de salvamento que tenga 50:50 ya se utilizan, pueden pasar libremente a esta pregunta.
  - Este comodín se utiliza en Austria (2007), Costa Rica (2011-2012), Estados Unidos (2004, 2008-2010), Filipinas (2013-2015), Hungría (2008), varias versiones de India; entre otras.

- Cambiar la pregunta (Switch the Question): Añadida en la versión sindicalizada de EE. UU. en 2004. Disponible a partir de la quinta o de la décima pregunta, según la versión. Si el concursante no ha escogido una respuesta definitiva sobre la cuestión revela, este comodín le da derecho a cambiar la pregunta original para otra pregunta del mismo valor. Una vez elegido se revela la respuesta correcta y se lee la nueva pregunta.
  - También se ha utilizado en ocasiones especiales del Reino Unido y en Australia, donde que se refirió como Flip. Se utiliza en la Armenia, Australia (en 2007), Colombia (2008-2011), Costa Rica (2021-), Chile (2010), España (en 2008), Estados Unidos (2004-2008 y 2013-2014), Filipinas, Grecia, Israel, Indonesia, India, Italia, Liga Árabe, Nueva Zelanda, Polonia (2010), Portugal, Reino Unido (2010-2014), Serbia, Suecia y Turquía.
    - En la versión en portugués, el nivel de dificultad de la segunda cuestión puede ser mayor o menor que la primera.
    - En las versiones de Polonia, Suecia y Suiza requiere que el jugador renuncie el segundo refugio seguro para tener este comodín disponible antes de que el juego comience.
- Los tres del público: Añadido a la versión chilena en julio de 2006. Las personas del público que conozcan la respuesta se levantan y el concursante escoge a tres de ellas. Disponible desde la sexta, décima pregunta o durante todo el juego, según el país.
  - Este comodín se ha utilizado también en Argentina, Colombia (2015), Costa Rica, Finlandia, Serbia (2010-2011), Hungría(2008) Vietnam y Venezuela.
  - En la versión de Venezuela requiere que el jugador renuncie al segundo refugio seguro para tener este comodín disponible antes de que el juego comience.
- Preguntar al Experto (Ask the Expert): Introducido en EE. UU. en 2008 con el formato reloj. Es una variante de los tres reyes magos, con las diferencias de que solo hay una persona y no hay límite de tiempo.
  - Este comodín se ha utilizado en Alemania (puntualmente en 2010 y 2017), Estados Unidos (2008-2010), India (2010-2012 y 2018) y Polonia (2009-2010)
- Pasar (Pass): Añadida en la versión noruega en 2008 con la variante Hot Seat. El concursante puede optar por no responder a la pregunta y obligar a hacerlo al siguiente concursante.
- Saltar la pregunta (Jump the Question): Añadida en la versión sindicalizada de EE. UU. en 2010, con la variante de reproducción aleatoria. Si el concursante no ha escogido una respuesta a una pregunta, este comodín le da derecho al participante a avanzar a la próxima pregunta. La respuesta correcta es revelada y el concursante no gana el dinero asociado con la pregunta. Se puede utilizar dos veces (2010-2014), pero no se puede usar la línea de vuelta en la pregunta de USD 1 000 000, que es la pregunta final del juego
- +1 (Plus One): Añadido a la versión sindicalizada de EE. UU. en 2014. Disponible en general durante todo el juego. El acompañante del concursante baja al escenario del plató a ayudar para contestar correctamente. Se pueden utilizar más comodines mientras se utiliza este comodín.
  - Este comodín se utiliza en Argentina (2019-), Costa Rica (2021-) España (2020, 2022-), Estados Unidos (2014-2019), India (2017-) e Italia (2018-)

## Versiones locales

### Argentina
En Argentina el programa llegó tres años después de su creación en el Reino Unido. Se emitió por eltrece, con la conducción de Julián Weich. En aquel entonces se emitía un programa a la semanal y se emitía los jueves a las 23h, debutando el 24 de mayo de 2001 y este fue emitido hasta septiembre de 2002, cuando sale del aire[cita requerida]. Sin embargo el programa regresó el 8 de abril de 2019, pero esta vez por Telefe y conducido por Santiago del Moro, con la diferencia de que esta versión cuenta con un formato diario: se emite de lunes a viernes, a las 21:15.

### Colombia
En Colombia, el concurso fue realizado por Caracol Televisión desde septiembre del 2000 y se emitió en temporadas de cuatro o seis meses. El conductor es, desde el lanzamiento del programa, Paulo Laserna Phillips, quien a su vez fue presidente del canal hasta comienzos de 2011. Se emitió inicialmente los domingos, para trasladarse luego a los sábados a las 7:30 p. m. Durante algún tiempo fue emitido de lunes a viernes en el horario de la tarde. Entre sus emisiones se cuentan algunas especiales dedicadas a recoger fondos para organizaciones sin ánimo de lucro y algunas hechas para conmemorar fiestas como la Navidad. El premio mayor actualmente es de COP 300 000 000.
En la temporada del 2008 se añadió un comodín adicional que consistía en el cambio de una pregunta por otra que el sistema escogía al azar. Las cinco primeras preguntas se les hacen a los participantes, sin que estos requieran comodines o ayudas para contestarlas. El primer piso o zona segura en este caso, es de un millón de pesos colombianos. Cada vez que un participante contesta una pregunta, una vez superado este límite, el presentador le pregunta si está seguro de su respuesta. Para terminar de confirmar, el animador pregunta a su vez «¿Última palabra?». Si la respuesta es afirmativa, el sistema marca la posible respuesta.
Durante la vigencia del programa, el Canal Caracol presentó en su página web los videos de las emisiones anteriores, los cuales podían ser vistos en forma diferida solamente desde Colombia por los internautas que se hayan registrado en el sitio web de la televisora. La última temporada del programa en el canal Caracol comenzó el 9 de abril de 2011. En la emisión del día 29 de octubre de 2011, uno de los participantes, un joven de diecinueve años llamado David Huertas, quien se preparó durante cuatro meses para concursar, ganó el premio máximo de 300 millones de pesos colombianos. La decimotercera temporada del programa finalizó con una emisión el día 10 de diciembre de 2011. No fue repuesto debido al vencimiento de la licencia del concurso por parte de esta televisora que no se interesó en volver a emitirlo.
Cambio de canal
Posteriormente, Paulo Laserna renunció al Canal Caracol y en el año 2012 el canal privado  Canal RCN, compró los derechos del programa. La primera emisión del programa con RCN Televisión ocurrió el día 10 de marzo de 2013, con la presentación de Paulo Laserna y volviendo a los tres comodines o ayudas básicas del programa y se elimina la sección Mente más rápida para la selección de los participantes a concursar. Posteriormente, el 4 de agosto de 2013, finalizó la primera temporada. 
El 18 de abril del 2015, inicia la segunda temporada en RCN Televisión siendo la decimoquinta en Colombia, en este sigue Pablo Laserna como presentador y se incluye un cuarto comodín que consiste en preguntar a tres personas del público. Posteriormente, el 7 de noviembre de 2015, finalizó la segunda temporada.

### Chile
En Chile ha sido conducido hasta su última emisión por el presentador Mario Kreutzberger, conocido también como Don Francisco. Emitido los días miércoles en el horario estelar de las 22:00 de la televisora chilena Canal 13. En 2002, la temporada se emitió dos veces por semana (lunes y miércoles). También durante una temporada fue presentado por Sergio Lagos, año en que el premio máximo se redujo a CLP 65 000 000. La cuarta temporada ha sido conducida por Sergio Lagos. En 2019, se traslada al canal de televisión Mega y su quinta temporada es conducido por Diana Bolocco. 
En 2006, el programa fue llamado ¿Quién merece ser millonario?, con ciertas modificaciones:
- El participante concursa por alguien que, a su juicio, merece ser millonario.
- Se añade un cuarto comodín, denominado «Los tres del público».
- Se añadió la posibilidad de jugar para los televidentes. Durante el programa, quedarán dos preguntas inconclusas, que serán posteriormente respondidas a vuelta de comerciales (primero se realiza una pregunta, y cuando le toque al otro participante, se realiza la segunda pregunta). De aquellos que acierten, se realiza un sorteo por CLP 500 000 (aproximadamente USD 920 cada uno).

En la mecánica de esta edición, se presenta a todos los participantes y a quiénes están representando. Luego, el presentador realiza una pregunta de La mente más rápida. Quién responda correctamente, y más rápido, será quién participará en este concurso. A continuación, la persona a quién representa el concursante entrará al estudio, será presentada, y los motivos por los cuales desea el dinero. Seguidamente, el presentador explica a breves rasgos, la mecánica del concurso.
Cuando un concursante elige el comodín de «Los tres del público», se levantan todas las personas que conocen la respuesta; el concursante elige, entre ellas, a tres personas, dan su alternativa y los respaldos que tienen para asegurar que la respuesta que dicen es la correcta. Si están en lo correcto, pueden ganar CLP 250 000 cada uno.
Las preguntas del concurso son preparadas por un equipo compuesto por historiadores y periodistas, encabezado por el historiador Manuel Riveros, quien ha estado en todas las temporadas que se han realizado del programa en Chile.

#### Quien quiere ser millonario Alta Tensión
En enero del 2011, Canal 13 decide usar la modalidad de «Silla caliente», llamándose ahora ¿Quién quiere ser millonario?: Alta tensión. Este programa es conducido por la animadora Diana Bolocco.

#### Premios máximos y temporadas
- El premio máximo en ¿Quién quiere ser millonario? corresponde a CLP 100 000 000 (USD 250 000 aproximadamente entre los años 2001-2002, según el valor del dólar en Chile en aquellos años) y CLP 65 000 000(USD 190 000 aproximadamente en 2003, según el valor del dólar en Chile en ese período).
- El premio máximo en ¿Quién merece ser millonario? y Quién quiere ser millonario: Alta tensión corresponde a CLP 120 000 000 (USD 210 000 aproximadamente según el valor del dólar en Chile en ese período).

Las temporadas han sido las siguientes:
| Formato                                     | Temporada | Fecha                                | Conductor     | Canal    |
| ------------------------------------------- | --------- | ------------------------------------ | ------------- | -------- |
| ¿Quién quiere ser millonario? (Primera era) | 1         | 2001                                 | Don Francisco | Canal 13 |
| ¿Quién quiere ser millonario? (Primera era) | 2         | 2002                                 | Don Francisco | Canal 13 |
| ¿Quién quiere ser millonario? (Primera era) | 3         | 2003                                 | Sergio Lagos  | Canal 13 |
| ¿Quién merece ser millonario?               | 1         | Julio - septiembre de 2006           | Don Francisco | Canal 13 |
| ¿Quién merece ser millonario?               | 2         | Junio - agosto de 2007               | Don Francisco | Canal 13 |
| ¿Quién merece ser millonario?               | 3         | Julio de 2008                        | Don Francisco | Canal 13 |
| ¿Quién merece ser millonario?               | 4         | Septiembre - diciembre de 2010       | Sergio Lagos  | Canal 13 |
| ¿Quién quiere ser millonario?: Alta tensión | 1         | Enero de 2011                        | Diana Bolocco | Canal 13 |
| ¿Quién quiere ser millonario?: Alta tensión | 2         | Marzo de 2011                        | Diana Bolocco | Canal 13 |
| ¿Quién quiere ser millonario?: Alta tensión | 3         | 22 de noviembre - diciembre de 2011  | Diana Bolocco | Canal 13 |
| ¿Quién quiere ser millonario?: Alta tensión | 4         | 5 de marzo - 30 de noviembre de 2012 | Sergio Lagos  | Canal 13 |
| ¿Quién quiere ser millonario? (Segunda era) | 1         | 10 de octubre de 2019                | Diana Bolocco | Mega     |
| ¿Quién quiere ser millonario? (Segunda era) | 2         | 2020                                 | Diana Bolocco | Mega     |

Entre 2004 y 2005, hubo un receso de este programa. En 2004 por la transmisión de El rival más débil, conducido por Catalina Pulido; y Trato hecho, conducido por Don Francisco.

#### Escala de premios 2001-2002
| Pregunta 15 |
| Pregunta 14 |
| Pregunta 13 |
| Pregunta 12 |
| Pregunta 11 |
| Pregunta 10 |
| Pregunta 9  |
| Pregunta 8  |
| Pregunta 7  |
| Pregunta 6  |
| Pregunta 5  |
| Pregunta 4  |
| Pregunta 3  |
| Pregunta 2  |
| Pregunta 1  |

| $100 000    |
| $50 000 000 |
| $25 000 000 |
| $12 500 000 |
| $6 400 000  |
| $3 200 000  |
| $1 500 000  |
| $1 000 000  |
| $750 000    |
| $500 000    |
| $250 000    |
| $200 000    |
| $150 000    |
| $100 000    |
| $50 000     |

#### Escala de premios 2003
| Pregunta 15 |
| Pregunta 14 |
| Pregunta 13 |
| Pregunta 12 |
| Pregunta 11 |
| Pregunta 10 |
| Pregunta 9  |
| Pregunta 8  |
| Pregunta 7  |
| Pregunta 6  |
| Pregunta 5  |
| Pregunta 4  |
| Pregunta 3  |
| Pregunta 2  |
| Pregunta 1  |

| $65 000 000 |
| $32 000 000 |
| $16 000 000 |
| $8 000 000  |
| $4 000 000  |
| $2 000 000  |
| $1 000 000  |
| $800 000    |
| $600 000    |
| $300 000    |
| $250 000    |
| $200 000    |
| $150 000    |
| $100 000    |
| $50 000     |

#### Escala de premios Alta Tensión
| Pregunta 15 |
| Pregunta 14 |
| Pregunta 13 |
| Pregunta 12 |
| Pregunta 11 |
| Pregunta 10 |
| Pregunta 9  |
| Pregunta 8  |
| Pregunta 7  |
| Pregunta 6  |
| Pregunta 5  |
| Pregunta 4  |
| Pregunta 3  |
| Pregunta 2  |
| Pregunta 1  |

| $120 000    |
| $30 000 000 |
| $15 000 000 |
| $7 500 000  |
| $5 000 000  |
| $3 000 000  |
| $2 000 000  |
| $1 000 000  |
| $750 000    |
| $500 000    |
| $250 000    |
| $200 000    |
| $150 000    |
| $100 000    |
| $50 000     |

#### Escala de premios 2019 en adelante
| Pregunta 15 |
| Pregunta 14 |
| Pregunta 13 |
| Pregunta 12 |
| Pregunta 11 |
| Pregunta 10 |
| Pregunta 9  |
| Pregunta 8  |
| Pregunta 7  |
| Pregunta 6  |
| Pregunta 5  |
| Pregunta 4  |
| Pregunta 3  |
| Pregunta 2  |
| Pregunta 1  |

| $100 000 000 |
| $50 000 000  |
| $20 000 000  |
| $10 000 000  |
| $5 000 000   |
| $3 500 000   |
| $2 500 000   |
| $1 500 000   |
| $1 000 000   |
| $700 000     |
| $500 000     |
| $400 000     |
| $300 000     |
| $200 000     |
| $100 000     |

Hasta la fecha, solo una persona ha logrado ganar el primer premio, un concursante llamado Gonzalo Miranda, que en 2002 consiguió ganar los 100 millones de pesos chilenos.

### Panamá
En Panamá, el concurso se emitió del 9 de julio de 2009 al 29 de diciembre de 2011 por Telemetro. Su conductor fue el periodista, Atenógenes Rodríguez, y el productor fue el cineasta venezolano, Ernesto Pérez Mauri. Aunque la moneda panameña es el balboa, los premios se expresaron en dólares estadounidenses, siendo el premio mayor de USD 100 000.

#### Especiales transmitidos
- El jueves, 5 de noviembre de 2009, fue presentada una emisión en la cual participaron personajes de la farándula y del deporte de Panamá.
- En la emisión del día jueves, 24 de diciembre de 2009, participaron niños reconocidos en Panamá y algunos invitados especiales.
- El jueves, 6 de mayo de 2010, el participante Zito Barés fue el primer participante en llegar hasta la pregunta 14, pero solamente se llevó el premio de la segunda «zona segura» al no acertar la respuesta.
- El jueves, 8 de julio de 2010, el participante José Aguilar fue el segundo participante en llegar a la pregunta 14 y el primero en llevarse el dinero acumulado en la pregunta 13, debido a que se retiró con el monto de la última pregunta acertada.

#### Escala de premios
| Pregunta 15 |
| Pregunta 14 |
| Pregunta 13 |
| Pregunta 12 |
| Pregunta 11 |
| Pregunta 10 |
| Pregunta 9  |
| Pregunta 8  |
| Pregunta 7  |
| Pregunta 6  |
| Pregunta 5  |
| Pregunta 4  |
| Pregunta 3  |
| Pregunta 2  |
| Pregunta 1  |

| USD 100 000 |
| USD 50 000  |
| USD 25 000  |
| USD 17 500  |
| USD 12 000  |
| USD 8 000   |
| USD 5 000   |
| USD 3 250   |
| USD 2 000   |
| USD 1 500   |
| USD 1 000   |
| USD 650     |
| USD 400     |
| USD 200     |
| USD 100     |

### Costa Rica
En Costa Rica se creó la primera versión de ¿Quién quiere ser millonario? para América Central, estrenándose el martes 3 de febrero de 2009 por la empresa Teletica Canal 7. En el 2010 se estrenó la segunda temporada del programa. 
Su productor es Mario Najéra, quien había realizado espacios de concurso bajo licencia como Bailando por un sueño, Cantando por un sueño y Bailando por un sueño, el reto: Costa Rica-Panamá. El conductor es el periodista y abogado Ignacio Santos Pasamontes. El premio mayor es de 25 millones de colones (aproximadamente USD 50 000).
Durante 2009, en su primera temporada después de casi diez meses, ciento doce participantes concursaron contestando mil ciento cincuenta preguntas y ganaron, en total, 205 millones de colones (aproximadamente USD 400 000). También en ese año se estableció un récord; pues participó la primera persona con discapacidad en los ¿Quién quiere ser millonario? de todo el mundo.
En la primera temporada ningún concursante logró ganar el premio mayor, pero el 1 de junio de 2010, durante la segunda temporada, por primera vez en cincuenta y tres programas, un participante, Orlando Morales, estudiante de comunicación colectiva de la Universidad de Costa Rica, llegó hasta la última pregunta, pero no acertó. El 29 de junio de 2010, Willy Pérez, ganó el premio mayor de veinticinco millones de colones, sin necesidad de usar los comodines, convirtiéndose en el primer participante en contestar correctamente la última pregunta, durante un especial de historia de los mundiales de fútbol. El programa se dejó de transmitir por un año, para dar paso a otros programas de producción nacional.
La tercera temporada empezó el 30 de agosto de 2011, manteniendo la escala de premios anterior pero se eliminó la primera parte del programa denominada La mente más rápida. En este caso, la producción del espacio se encargó de escoger a los concursantes. Otro de los cambios es la inclusión de un cuarto comodín, denominado "Segundo intento" que podrá ser utilizado después de la sexta pregunta. El participante tiene la oportunidad de elegir una segunda respuesta si falla la primera, con la salvedad de que debe informar que utilizará este comodín antes de contestar y que no podrá usar otro comodín más, en la misma pregunta.
La tercera temporada concluyó el día 28 de febrero de 2012, con la participación de los exfutbolistas costarricenses Erick Lonnis Bolaños, quien obtuvo CRC 10 000 000 y José Francisco Porras, quien ganó CRC 7 500 000. El premio de Bolaños fue donado, en partes iguales, a las escuelas San Juan de Poás en la población de Cabuyal y Jenaro Bonilla Aguilar en la de Turrialba. Porras donó su premio a la Cruz Roja y a la Asociación Manos Unidas, ambas en la población de Grecia, capital del cantón del mismo nombre.
La cuarta temporada inició el 19 de febrero de 2013. La primera modificación más notable se encuentra en la escala de premios, pues el premio mayor pasó de 25 millones de colones a 30 millones de colones. El cuarto comodín incorporado en la tercera temporada, «Segundo intento», fue sustituido por el nuevo comodín «El público habla». Este último solo podrá ser utilizado después de la sexta pregunta, cuando es utilizado, las personas del público que conocen la respuesta se ponen de pie y el participante escoge a uno para que conteste la pregunta. La temporada arrancó con el especial del Día del Amor y la Amistad en el cual los participantes eran parejas conformadas por personalidades. La primera pareja en participar fue la del presentador y locutor Carlos Álvarez junto con su esposa, la segunda pareja fue la del músico Carlos Guzmán y su esposa. Además en este programa el presentador Ignacio Santos condujo el programa con la compañía de su novia la presentadora Nancy Dobles. La cuarta temporada concluyó el día 3 de septiembre, sin que algún concursante ganara el primer premio.
La quinta temporada arrancó el 27 de abril de 2021, sin público a causa de la pandemia de COVID-19.
En  el programa número 23 de la quinta temporada del espacio, transmitido el día 28 de septiembre de 2021, la concursante Inés Trejos de ochenta y nueve años, se convirtió en la segunda participante (y la primera de la quinta temporada)  que obtiene el máximo premio del programa.
La concursante superó las quince preguntas del  espacio de trivias y ganó treinta millones de colones.
La periodista llegó al final del concurso  sin usar uno de los cuatro comodines que da la producción.
La pregunta final  con la que Trejos ganó fue: «Dio su vida por las libertades de Costa Rica» dice el epitafio de... Las opciones de la pregunta eran: A) Pancha Carrazco Jiménez, B) José María Cañas Escamilla, C) Juan Rafael Mora Porras y D) Marcelino García Flamenco.
La respuesta correcta, que dio Trejos, es la D, Marcelino García Flamenco.

#### Escalera de premios
| Premio Mayor |
| Pregunta 14  |
| Pregunta 13  |
| Pregunta 12  |
| Pregunta 11  |
| Zona Segura  |
| Pregunta 9   |
| Pregunta 8   |
| Pregunta 7   |
| Pregunta 6   |
| Zona Segura  |
| Pregunta 4   |
| Pregunta 3   |
| Pregunta 2   |
| Pregunta 1   |

| ₡35 000 000 |
| ₡17 000 000 |
| ₡12 000 000 |
| ₡9 000 000  |
| ₡6 000 000  |
| ₡3 500 000  |
| ₡2 500 000  |
| ₡1 700 000  |
| ₡1 200 000  |
| ₡800 000    |
| ₡600 000    |
| ₡400 000    |
| ₡300 000    |
| ₡200 000    |
| ₡100 000    |

### El Salvador
En El Salvador, el concurso se estrenó el miércoles 3 de marzo de 2010 a las 20:00, por Canal 4 de Telecorporación Salvadoreña. El programa fue conducido por Willie Maldonado,  experimentado presentador de la TV salvadoreña, con más de cuarenta y siete años en el medio.
El programa trajo consigo el premio más alto de todas las versiones producidas en Centroamérica, es decir, la de Honduras, Costa Rica y Panamá, así como también las versiones de Venezuela, Colombia y Ecuador, y es de USD 200 000.
El programa marcó un gran reto tecnológico, por lo que Telecorporación Salvadoreña, decidió iniciar la construcción de su nuevo edificio de producción en octubre de 2009. El concurso también se convirtió en el primer programa de dicha televisora realizado en alta definición.

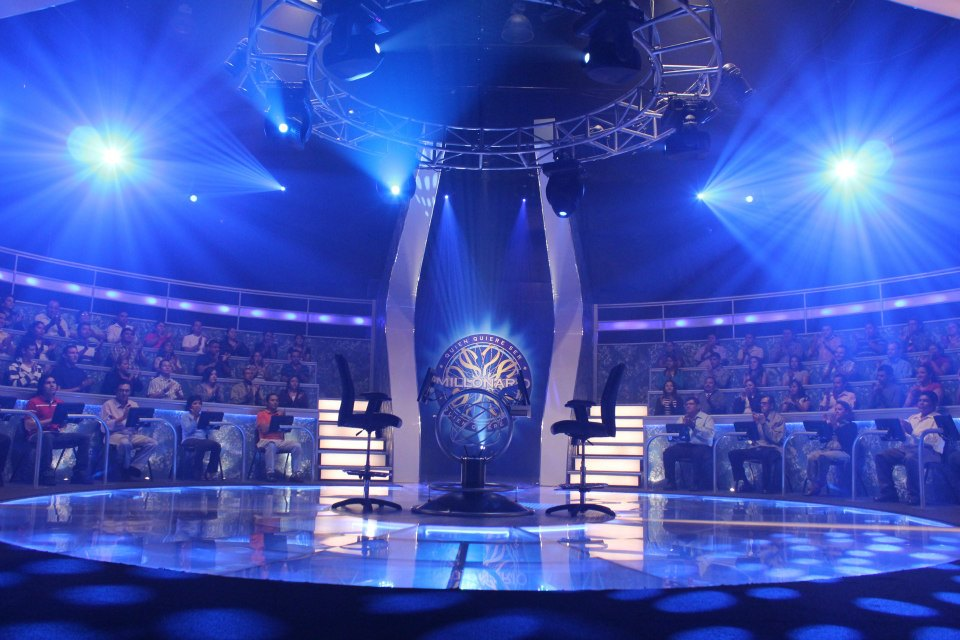
Foro de ¿Quién quiere ser millonario?, producido y emitido por Telecorporación Salvadoreña.

El mayor premio ganado en la primera temporada, fue de USD 25 000 en el programa del miércoles 19 de mayo de 2010, por Javier Hernández de dieciocho años de edad originario de Santa Tecla. Hernández avanzó hasta la segunda zona segura, utilizó todos sus comodines, y optó por retirarse en la pregunta 13.
En el último programa de la primera temporada de la versión salvadoreña de ¿Quién quiere ser millonario? emitido el 24 de noviembre de 2010, se realizó un especial con famosos artistas de Telecorporación Salvadoreña. Quienes jugaron por fundaciones sin fines de lucro, donde se repartieron más de USD 6 600 a las instituciones beneficiadas.
Durante la primera temporada que abarcó desde el 3 de marzo al 24 de noviembre de 2010, después de casi diez meses:
- Ciento seis participantes se sentaron en la «silla caliente».
- Se formularon setecientos noventa y tres preguntas.
- Se repartieron USD 161 800 en premios.

La segunda temporada de ¿Quién quiere ser millonario? El Salvador inició el 2 de marzo del 2011 y finalizó el 23 de noviembre del mismo año otorgando USD 158 456 en premios a más de cien participantes.
Del 2 de mayo del 2012 al 23 de enero del 2013, se transmitió la tercera temporada de ¿Quién quiere ser millonario? El Salvador.
El 1 de mayo del 2013, inició la cuarta temporada de ¿Quién quiere ser millonario? El Salvador. Telecorporación Salvadoreña, hasta el momento presente, no ha renovado el contrato con la empresa propietaria del concurso de franquicia.

#### El árbol de premios
La escala de premios fue la siguiente:
| 15 ♦ $200 000.00 |
| 14 ♦ $100 000.00 |
| 13 ♦ $50 000.00  |
| 12 ♦ $25 000.00  |
| 11 ♦ $12 800.00  |
| 10 ♦ $6 400.00   |
| 9 ♦ $3 200.00    |
| 8 ♦ $1 600.00    |
| 7 ♦ $800.00      |
| 6 ♦ $400.00      |
| 5 ♦ $200.00      |
| 4 ♦ $100.00      |
| 3 ♦ $60.00       |
| 2 ♦ $40.00       |
| 1 ♦ $20.00       |

*Valores expresados en dólares estadounidenses

### Ecuador
En Ecuador, fue transmitido por la televisora Ecuavisa los domingos, en horario estelar, con la conducción de Alfonso Espinosa de los Monteros. El programa se emitió durante 2001 hasta 2004, con segunda temporada desde 2009 hasta 2010 y con tercera temporada desde mayo hasta septiembre de 2011. Al principio, este programa fue grabado en los estudios de Global Televisión, en Lima. La segunda y cuarta se grabaron en los estudios de Caracol TV, en Bogotá, en vista de que Ecuavisa no tenía un estudio con las características requeridas por la franquicia por lo cual los concursantes eran trasladados a dichos país para emitir el programa. La tercera temporada se filmó en Santiago de Chile, en los estudios de Canal 13 UCTV. El premio mayor se lo llevó solo una persona, María Fernanda Compte. En la emisión ecuatoriana, al igual que en la de Colombia, para marcar una respuesta como definitiva, el presentador pregunta «¿Última palabra?» a lo cual el concursante contesta afirmativamente o usando dicha expresión.
En agosto de 2009, fue estrenada la segunda temporada en Ecuavisa con el mismo presentador e iguales reglas de juego de la anterior temporada. Además, la televisora posee un estudio en Quito con las características requeridas y el programa desde esta última temporada se la realizó dentro de Ecuador. En los últimos días de emisión de esta temporada, el programa se hizo con estudiantes adolescentes procedentes de institutos educativos privados de Ecuador. En esta última etapa, la estudiante Jessica Cedeño ganó USD 25 000, la cifra más alta en premios más alta que haya llevado un participante. Para la tercera temporada de 2011 también se transmitió una edición especial del concurso para emprendedores. En el 2012 se estrena la versión alta tensión del programa, esta vez, conducido por Estéfani Espín, y su monto máximo subió a USD 100 000.
Estas han sido todas las temporadas de Quien quiere ser millonario en Ecuador:
- ¿Quién quiere ser millonario?
  - Primera temporada: 2001-2004
  - Segunda temporada: 2009-2011
- ¿Quién quiere ser millonario?: Alta tensión (con Estéfani Espín): 2012

Los premios del primer Millonario son los siguientes:
| Premio mayor |
| Pregunta 14  |
| Pregunta 13  |
| Pregunta 12  |
| Pregunta 11  |
| Zona Segura  |
| Pregunta 9   |
| Pregunta 8   |
| Pregunta 7   |
| Pregunta 6   |
| Zona Segura  |
| Pregunta 4   |
| Pregunta 3   |
| Pregunta 2   |
| Pregunta 1   |

| 25 000 (luego 50 000) |
| 20 000 (luego 25 000) |
| 15 000 (luego 12 000) |
| 10 000 (luego 8 000)  |
| 6 000 (luego 5 000)   |
| 3 000                 |
| 1 500 (luego 1 200)   |
| 800                   |
| 600                   |
| 400                   |
| 200                   |
| 150                   |
| 100                   |
| 50 (luego 75)         |
| 25 (luego 50)         |

En la versión del 2012, estos eran los premios:
| Premio mayor |
| Pregunta 14  |
| Pregunta 13  |
| Pregunta 12  |
| Pregunta 11  |
| Pregunta 10  |
| Pregunta 9   |
| Pregunta 8   |
| Pregunta 7   |
| Pregunta 6   |
| Zona Segura  |
| Pregunta 4   |
| Pregunta 3   |
| Pregunta 2   |
| Pregunta 1   |

| $100 000 |
| $30 000  |
| $20 000  |
| $10 000  |
| $5000    |
| $3500    |
| $2000    |
| $1500    |
| $1000    |
| $700     |
| $500     |
| $300     |
| $200     |
| $100     |
| $50      |

### España
La primera etapa del programa se emitió en España de 1999 a 2001 en Telecinco llamándose 50 por 15: ¿Quiere ser millonario?. El 50 hacía referencia al premio máximo (50 millones de pesetas), y el 15, al número de respuestas a las que había que responder correctamente para conseguir el premio. El presentador fue Carlos Sobera. Con posterioridad se emitió en Antena 3 entre 2005 y 2008, en 2009 con Antonio Garrido y en 2020 con Juanra Bonet y en LaSexta en 2012 con Nuria Roca.

### México
El 23 de marzo de 2010, se transmitió la primera emisión de la versión mexicana por el canal de señal abierta Azteca 7 y luego, pasó a la programación de Azteca 13. El programa conducido por el locutor Pablo Latapí desde su inicio, se transmitió los sábados a las 10:30 p. m., hora local. El 20 de abril de 2010, la concursante Lucía Sánchez se ganó por primera vez en México el premio máximo de 3 millones de pesos mexicanos.
El programa fue presentado con el título de ¿Quién quiere ser millonario con Volkswagen?, para hacer énfasis en el nombre de la empresa patrocinante. Respecto a otras emisiones en español, existen algunas diferencias con la música que se usa para mencionar las opciones a contestar y cada vez que el presentador menciona la pregunta siguiente, exclama «¡Venga!». Para marcar la opción como definitiva, el locutor pregunta «¿Decisión absoluta?» a lo que quien concursa debe contestar afirmativamente o con esta misma frase. Como en otras versiones, hay tres comodines, con los mismos nombres que se mencionan en otros países hispanoparlantes. Los «pisos» o «zonas seguras» tenían inicialmente los valores de MXN 6500, MXN 50 000 y MXN 3 000 000, que era el premio principal. El programa dejó de ser transmitido en México temporalmente, en junio de 2010, La segunda temporada de este programa comenzó a ser transmitida el sábado, 25 de febrero de 2012 y, en lo sucesivo todos los sábados, a las 9:45 p. m., hora local. En la nueva temporada, la escala de premios cambió de tal modo que los «pisos» corresponden a los valores de MXN 4200, MXN 35 000 y MXN 1 500 000, que es el nuevo premio principal, y que es, usando las equivalencias con la moneda estadounidense, el mayor premio que se entrega en una emisión en un país latinoamericano, El patrocinante principal de esta temporada sigue siendo la representación local de Volkswagen. Al igual que en la anterior temporada, por acuerdos internacionales y razones de economía, el programa es grabado en los estudios de la empresa venezolana Radio Caracas Televisión en Caracas
En el programa número 12 de la segunda temporada del espacio, transmitido el día 21 de abril de 2012, el concursante Rafael Lira se convirtió en el segundo participante (y el primero de la actual temporada) que obtiene el premio mayor del programa (MXN 1 500 000, equivalentes a USD 114 313), al contestar que las Torres de Satélite es el nombre de la obra creada conjuntamente por el escultor alemán Mathias Goeritz y el arquitecto mexicano Luis Barragán.

#### Escala de premios
| Pregunta 15 |
| Pregunta 14 |
| Pregunta 13 |
| Pregunta 12 |
| Pregunta 11 |
| Pregunta 10 |
| Pregunta 9  |
| Pregunta 8  |
| Pregunta 7  |
| Pregunta 6  |
| Pregunta 5  |
| Pregunta 4  |
| Pregunta 3  |
| Pregunta 2  |
| Pregunta 1  |

| 3 000 000 |
| 1 500 000 |
| 400 000   |
| 180 000   |
| 100 000   |
| 50 000    |
| 35 000    |
| 25 000    |
| 13 000    |
| 8 000     |
| 6 500     |
| 4 200     |
| 3 500     |
| 2 500     |
| 1 000     |

### Perú
En Perú se emitió por Red Global entre los años 2001 y 2002 también en horario estelar. Fue conducido por el periodista Güido Lombardi.
El premio mayor era de S/1 000 000.
En 2002 surgieron otros programas como Máximo desafío conducido por Alejandro Guerrero, posteriormente por Javier Echevarría y Nadie sabe para quién trabaja conducido por Luis Ángel Pinasco en Panamericana Televisión.

### Uruguay
El programa fue emitido durante 2001 por Teledoce Televisora Color y fue conducido por el presentador Andrés Tulipano. Las grabaciones de los programas se realizaban en los estudios que existían en Buenos Aires. Esta versión mantenía el formato original y el máximo premio que se podía alcanzar era USD 40 000.
A inicios de 2021 se confirmó que Canal 10 realizaría una reedición del concurso, la cual será presentada por Orlando Petinatti. Fue estrenada el 29 de abril de ese año a las 21:00 y logró ser lo más visto del día al promediar 15,7 puntos de cuota de pantalla.

### Venezuela
Transmitido inicialmente por RCTV y presentado por el presidente de la empresa, el conductor Eladio Lárez, quien ha sido galardonado con múltiples premios gracias a su participación[cita requerida]. Es considerado el primer programa de esta franquicia en realizarse en un país latinoamericano.[cita requerida]
Se transmitió desde el 23 de agosto de 2000 hasta el 23 de mayo de 2007, cuatro días antes de que el gobierno del Presidente Hugo Chávez, decidiera no renovar la concesión para transmitir en señal abierta a RCTV. A partir del 18 de julio de ese año y hasta el 20 de enero de 2010, se transmitió a través del canal por subscripción RCTV Internacional. El premio máximo fue de 200 millones de bolívares (actuales Bs.S2), aunque en los inicios del programa era de 100 millones de bolívares (actual Bs.S1). Durante su transmisión en RCTV, se emitieron distintos programas especiales en los que invitaron a diversos artistas del canal y, en algunas ocasiones, a niños.
La prensa lo ha catalogado como el mejor de su estilo, aunque la temática es la misma que la del resto de los países de Latinoamérica. En las dos últimas temporadas fueron usados cuatro comodines:
- Comodín 50-50
- Llamar a un amigo
- Vota la audiencia
- Habla la audiencia (A petición del concursante)

Para tener acceso a esta nueva modalidad, la persona concursante debe decidir antes de comenzar la primera pregunta si desea tres comodines o cuatro comodines. Una vez hecho esto, se le pregunta si desea usar la modalidad tradicional de tres comodines, o la de cuatro. Si usaba la nueva modalidad, no existe el segundo nivel de premios y el participante, si no se retira, solo puede ganar Bs.F600 (antes, era de Bs.F500). Ante cada pregunta, el presentador pregunta al participante si está seguro de su respuesta con la pregunta «¿Respuesta definitiva?» y si no necesitaba comodines. Si la respuesta es afirmativa, el sistema marca la pregunta como respondida y la evalúa. Desde su estreno, el 23 de agosto de 2000, se han emitido aproximadamente seiscientos dieciocho episodios hasta el 30 de marzo de 2014 con cuatro temporadas.
Cuando las empresas de televisión por suscripción venezolanas recibieron orden por parte de la Comisión Nacional de Telecomunicaciones para eliminar a RCTV Internacional de la programación por no cumplir con determinados requisitos como empresa de Producción Nacional Audiovisual, el programa fue suspendido. En el ínterin, el estudio habilitado para la producción, fue usado para la versión mexicana del concurso, hasta que dejó de ser emitido.
En 2011, RCTV anunció que volvería a producir el programa y que el mismo sería transmitido por el canal Televen. En efecto, la siguiente temporada del programa de concursos se inició el día 8 de mayo de 2011, pasando del horario de los miércoles a las 8pm, al horario de los domingos a las 9 p. m..
Después de cinco años siendo transmitido por la empresa Televen, sin que hubiera ganadores del primer premio, el día 21 de febrero de 2016, el programa fue suspendido sin explicación oficial, pero a la semana siguiente, el conductor del espacio, Eladio Lares, ofreció una entrevista en la cual informó que la producción del programa hizo una pausa de cuatro semanas en las cuales actualizaría la iluminación, escenografía y la escalera de premios para que el público se viera incentivado a concursar. Posteriormente, se informó que el programa regresaba el día 20 de marzo de 2016, en su horario y televisora habituales habiéndose realizado los cambios ya informados. El mayor cambio fue el premio, que antes era de Bs.F500 000  y luego pasó a Bs.F2 000 000 . Esta etapa finalizó el día 2 de abril de 2017, sin que ningún participante obtuviera el primer premio, ni se advirtiera del final de la etapa al terminar el programa. La única información oficial provino de las llamadas hechas dentro de Venezuela al teléfono de selección de participantes 0-900-900-1009 en las cuales se informó que la aplicación del programa estaba inactiva y que la nueva selección de participantes ocurriría en octubre de 2017. Hasta la fecha,  ni Televen, Radio Caracas Televisión y tampoco el presentador, Eladio Lares, ofrecieron explicaciones al público acerca de la suspensión del espacio televisivo y el mismo nunca se ha vuelto a transmitir. 

#### Ganadores
Hasta la fecha suman cuatro los concursantes que han superado la pregunta 15 y se han llevado el premio mayor del programa.
El profesor Giovanni Grosso fue el primer participante en haber respondido la pregunta 15 del concurso el 20 de marzo de 2002 Ganó 100 millones de bolívares (Bs.S1). Estuvo presente en la emisión del 18 de septiembre de 2011, sin embargo, no tuvo participación en el programa. 
Antonio Ríos fue el segundo ganador del programa, transmitido el 22 de mayo de 2002., ganó 100 millones de bolívares (Bs.S1). 
El 22 de diciembre de 2004, Eugenio Vargas, médico egresado de La Universidad del Zulia, se convirtió en el tercer ganador del concurso con 100 millones de bolívares (Bs.S1). Estuvo presente en la emisión del 22 de septiembre de 2013, sin embargo, no pasó de la ronda de preguntas de La mente más rápida. 
Una cuarta ganadora fue Zulay Marcano, en la emisión del 29 de marzo de 2006, quien ganó 200 millones de bolívares (Bs.S2). Convirtiéndose así en la única mujer en ganar el concurso en Venezuela.
| Nombre del ganador(a) | Bs.         | Bs.S | Fecha de emisión        | Cadena |
| --------------------- | ----------- | ---- | ----------------------- | ------ |
| Giovanni Grosso       | 100 000 000 | 1    | 20 de marzo de 2002     | RCTV   |
| Antonio Ríos          | 100 000 000 | 1    | 22 de mayo de 2002      | RCTV   |
| Eugenio Vargas        | 100 000 000 | 1    | 22 de diciembre de 2004 | RCTV   |
| Zulay Marcano         | 200 000 000 | 2    | 29 de marzo de 2006     | RCTV   |

En esta nueva etapa, hasta la fecha suman cuatro los concursantes que han llegado a la pregunta 15 sin resultar ganadores. La concursante Ariana Saa, se acercó al primer lugar llegando hasta la pregunta 15, en la emisión del día 5 de junio de 2011. El 1 de julio de 2012, el participante Carlos Márques llegó hasta la pregunta 15 pero se retiró, pero ya al estar jugando sin presión se dio cuenta de que acertó en la pregunta. Luego, en la emisión del 2 de diciembre de 2012, el concursante Rafael Peña logró acercarse a la pregunta 15, sin embargo, decidió retirarse debido a que no estaba seguro de la respuesta. 
El 22 de febrero de 2015, Luis Ramírez, un licenciado en Química, logró llegar a la pregunta 15, pero debido al tiempo del programa quedó para la emisión del 1 de marzo. En la cual se vio en la obligación de retirarse con Bs.150 000 00 (Bs.S1,50), ya que no estaba seguro de la respuesta.

#### Escala de premios
La escala vigente (desde el 20 de marzo de 2016) es la siguiente:
| Pregunta | BsF.      |
| -------- | --------- |
| 15       | 2 000 000 |
| 14       | 500 000   |
| 13       | 150 000   |
| 12       | 90 000    |
| 11       | 50 000    |
| 10       | 30 000    |
| 9        | 20 000    |
| 8        | 12 000    |
| 7        | 8 000     |
| 6        | 5 000     |
| 5        | 3 000     |
| 4        | 2 000     |
| 3        | 1 400     |
| 2        | 800       |
| 1        | 500       |

- Nota 1: si el concursante elige la modalidad de tres comodines, tiene dos zonas seguras: la pregunta 5 y la pregunta 10.
- Nota 2: si el concursante elige la modalidad de cuatro comodines, la zona segura de la pregunta 10 desaparece.
- Nota 3: el concursante que ganase la última pregunta (15), además de ganar el cheque, también se llevaba un carro. Esta opción se eliminó en 2015.

### Honduras
En Honduras se emitió por Televicentro, canal 7/4 en el año 2012, en el horario de 19 a las 20 horas los domingos, conducido por Juan Carlos Pineda. Fue realizado con el formato básico de quince preguntas y tres comodines.
Escala de premios
| Nª de               | Dinero en lempiras |
| ------------------- | ------------------ |
| Pregunta n.º 1      | L500               |
| Pregunta n.º 2      | L1000              |
| Pregunta n.º 3      | L2000              |
| Pregunta n.º 4      | L4000              |
| “1” Pregunta n.º 5  | L6500              |
| Pregunta n.º 6      | L10 000            |
| Pregunta n.º 7      | L15 000            |
| Pregunta n.º 8      | L25 000            |
| Pregunta n.º 9      | L50 000            |
| “2” Pregunta n.º 10 | L75 000            |
| Pregunta n.º 11     | L100 000           |
| Pregunta n.º 12     | L150 000           |
| Pregunta n.º 13     | L250 000           |
| Pregunta n.º 14     | L500 000           |
| “3” Pregunta final  | L1 000             |

“1” Primera Zona Segura.
“2” Segunda Zona Segura.
“3” Máximo premio.

El máximo ganador hasta el momento fue Heber Josias Maldonado de la ciudad de Tela, en el norte de Honduras con un premio de 150 000 lempiras. No ha vuelto a ser transmitido.

### Japón
Quiz $ Millionaire (クイズ＄ミリオネア Kuizu $ Mirionea?)  es el nombre usado en su país básicamente está sacado del título inglés el programa fue exitoso también en tierras niponas y contó con un montón de ganadores en sus tierras
1. ¥10 000
2. ¥20 000
3. ¥30 000
4. ¥50 000
5. ¥100 000
6. ¥150 000
7. ¥250 000
8. ¥500 000
9. ¥750 000
10. ¥1 000 000
11. ¥1 500 000
12. ¥2 500 000
13. ¥5 000 000
14. ¥7 500 000
15. ¥10 000 000

Japón disponía de los siguientes comodines en su programa entre los cuales eran:
- 50/50
- De la llamada
- Preguntar al público

### Guatemala
En Guatemala se emitió por la plataforma Guatemala.com y cuenta con dos temporadas. La primera estrenada en 2023 y la segunda en 2024. Es producido por Teletica de Costa Rica para Guatemala.com y Sony Pictures Entertaiment.
| Pregunta | Cifra en quetzales |
| -------- | ------------------ |
| 15       | Q. 100 000         |
| 14       | Q. 50 000          |
| 13       | Q. 40 000          |
| 12       | Q. 30 000          |
| 11       | Q. 20 000          |
| 10       | Q. 15 000          |
| 9        | Q. 12 000          |
| 8        | Q. 9 000           |
| 7        | Q. 7 000           |
| 6        | Q. 5 000           |
| 5        | Q. 3 000           |
| 4        | Q. 2 000           |
| 3        | Q. 1 000           |
| 2        | Q. 500             |
| 1        | Q. 100             |

## Otros países
En Guatemala, desde junio de 2000 a diciembre de 2001 se transmitió una versión radiofónica de este concurso; con el mismo formato de Quién quiere ser millonario, la locutora Lucy Bonilla condujo el programa  El que sabe gana, que se transmitía de lunes a viernes a través de la radio Emisoras Unidas.  En los diecinueve meses que duró la transmisión del programa,  solo hubo un concursante, el profesor Daniel Valdez Estévez,  quien pudo responder a las quince preguntas y ganar el premio máximo que fue de 50 000 quetzales (unos 6 000 dólares estadounidenses en esa época).